# Macaranga puberula
Macaranga puberula là một loài thực vật có hoa trong họ Đại kích. Loài này được Heine mô tả khoa học đầu tiên năm 1951.